# Zameen.com
Zameen.com是一个巴基斯坦的在线房地产门户网站。该网站列出了正有待售和出租房产的房地产经销商、开发商、房屋中介和物业。公司总部设在巴基斯坦拉合尔，在卡拉奇、拉合尔、伊斯兰堡、古吉兰瓦拉、费萨拉巴德、白沙瓦和木尔坦等11个城市设有办事处，业务遍及巴基斯坦各地。该网站被认为是巴基斯坦第一个且最大的房地产门户网站。

## 历史
2006年，两名巴基斯坦企业家泽珊（Zeeshan）和伊姆兰·阿里·汗（Imran Ali Khan）两兄弟创建了Zameen.com。最初，Zameen.com采取免费模式，但在2010年转向付费模式。2012年，法国房地产门户网站SeLoger.com联合创始人吉勒·布朗夏尔（Gilles Blanchard）出任该网站的董事长。2013年2月，该网站推出了乌尔都语版本。2013年2月，网站的乌尔都语版本推出。同年3月，推出手机版网站。2016年2月，Zameen.com发布了巴基斯坦房地产价格指数。该指数由拉合尔管理科学大学的教授之帮助下建立。
2017年，巴基斯坦演员法瓦·阿夫扎·罕在电视广告中担任该网站的形象代言人。该广告在互联网上的浏览量超过2000万，据报道，这是当时巴基斯坦浏览量最高的品牌广告。 次年的宣传活动中除了继续邀请法瓦·阿夫扎·罕参与宣传，还打出口号“我们可以帮你找房子，但只有你才能把它变成一个家”（We can help you find a house, but only you can make it a home），浏览量在几个小时内超过了400多万次，并在接下来的两个月里达到2200万次。

## 投资
2012年，Zameen.com得到了法国房地产网站Seloger.com创始人吉勒·布朗夏尔的天使投资。2014年5月，Zameen.com与和达成投资协议。之后，两家公司的首席执行官肖恩·迪·格雷戈里奥（Shaun Di Gregorio）和帕特里克·格罗夫加入该公司的董事会。
2015年9月的第二轮融资中，Zameen.com从3家知名国际基金募集了900万美元。2016年1月，该网站宣布在C轮融资中融资2000万美元。这笔投资进入了该网站的母公司——新兴市场房地产集团（Emerging Markets Property Group）。
2018年8月，新兴市场房地产集团在一轮投资中融资5000万美元。该集团在之前的四轮融资中总共获得了6000万美元。现在，在最新一轮融资中，该公司的总融资为1.1亿美元。
2019年2月，新兴市场房地产集团宣布成功完成了D轮系列融资，筹集了1亿美元的资金，这是该公司历史上最大的一轮融资。在这轮融资后，其总融资额达到了1.6亿美元，使该集团成为该地区投资最多的房地产科技公司。

## 运营现状
目前，包括当地报纸《论坛快报》在内的多方认为，Zameen.com是巴基斯坦最大的房地产网站。当地记者在一篇文章中称，Zameen.com是“巴基斯坦第一个房地产门户网站”。据报道，截至2018年3月，该网站的用户超过500万，房源超过1100万套，并有14500名注册代理人。该公司还拥有1000多名开发人员，并吸引了100多万用户。
如今，该公司通过在其网站上出售广告空间来赚取收入。Zameen.com也有一本房地产杂志。Zameen.com的Logo上写着该网站的口号 。

## 活动展览
Zameen.com与巴基斯坦政府合作，举办了2013年巴基斯坦房地产博览会（Pakistan Real Estate Expo）。第二届巴基斯坦房地产展览会则于2018年9月14日和15日在迪拜世界贸易中心举行，来自巴基斯坦各地的60家参展商参加了这次展会，吸引了超过17000名参观者。
2014年，该公司举办了2014年Zameen.com房地产博览会（Zameen.com Property Expo），超过50家参展商展示了他们的项目。为期两天的展会吸引了3万人参加，成为巴基斯坦最大的房地产博览会。2015年8月，Zameen.com与巴基斯坦领先的房地产开发商——国防住房管理局合作，举办了为期两天的“2015年DHA拉合尔房地产节”，这是门户网站首次与私营开发商合作组织房地产活动。该年11月举办的第二届该展会活动吸引了4.5万人参加。此后，该网站还独立或与公司、政府等组织合作，举办了多个展会。2016年4月、5月、12月和2017年1月，该网站在拉合尔、伊斯兰堡、卡拉奇三地各举办了2次房地产博览会。从2017年开始，这一展会成为了在拉合尔、卡拉奇和伊斯兰堡举办的定期展览，并成为巴基斯坦规模最大、持续时间最长的房地产展会。多年来，共有72万多名观众和一千余家多家参展商参展。
2017年10月，Zameen.com在迪拜世界贸易中心举办了巴基斯坦房地产展，这是巴基斯坦地产首次在境外展出。此次活动吸引了创纪录的1.4万名参观者。2018年9月14日至15日，第二届巴基斯坦房地产展在同一地点举行，来自巴基斯坦各地的60家参展商参加了此次活动，吸引了1.7万多名参观者。

## 评价及荣誉
Zameen.com网站在2008年美国全国广播公司财经频道国际地产大奖赛上，被评为“世界最佳地产门户网站”。在2008年美国全国广播公司财经频道的国际房地产大奖（International Property Awards）中，该网站又获得了“全球最佳房地产门户网站奖”（Best Property Portal in the World Award）。房地产网站研究机构——房地产门户网站观察（Property Portal Watch）则在2015年和2016年，分别将Zameen.com评为“全球五大房地产门户网站之一”和“全球八大房地产门户网站之一”。此外，巴基斯坦主要英文报纸《喀拉蚩新聞報》称，Zameen.com“彻底改变了巴基斯坦的在线房地产行业”。针对Zameen.com的商业宣传活动，纪录片制片人谢赫扎德·卡莱姆（Sheherzad Kaleem）在2018年给予该网站正面评价：“Zameen.com给自己创建了一个让观众爱慕的形象。现在当我想到Zameen.com时，我就会想到家庭、价值观、成就和理想。”